# 金蝶園総本家 (高屋町)
金蝶園総本家（きんちょうえんそうほんけ）とは、岐阜県大垣市に本店のある和菓子店。
大垣市内には郭町に屋号が同じ金蝶園総本家（株式会社金蝶園）があり、かつては事業内容と名前がよく似た金蝶堂総本店が存在した。また、本店のある大垣駅前にも「駅前金蝶園」「駅通り金蝶園」などがあり、しばしば混同される。

## 概要
大垣市を代表する銘菓「金蝶園饅頭」や水まんじゅうを販売する老舗和菓子店。
金蝶園饅頭は2代目・喜多野弥三郎が1855年（安政2年）に創作した酒元饅頭。現在に至るまで当時の製法が守り続けられており、最も重要な酒元は「饅頭が売り切れても必ず残せ」と伝えられており、毎日継ぎ足し受け継がれている。

## 沿革
- 1798年（寛政10年） - 京都での菓子修行を終えた初代・喜多野弥右衛門が[2]、現在の大垣市船町に「枡屋」を創業。
- 1855年（安政2年） - 金蝶園饅頭を発売。
- 不明（明治） - 現在の場所に移転。
- 1945年（昭和20年） - 創業当時の店舗が戦災によって焼失。
- 1951年（昭和26年） - 店舗（現在の大垣駅前本店）を再建[3]。
- 2007年（平成19年） - 製造拠点を宮町工場に移転。
- 2011年（平成23年）11月20日 - 大垣駅前本店が大垣市景観遺産に選定される[3]。
- 2021年（令和3年）9月1日 - 株式会社金蝶園総本家へ改組。

## 商品
通年菓子
- 金蝶園饅頭
- ふわふわ
- あんほわ
- かりんとう饅頭
- 金蝶園最中
- 芭蕉餅
- 大垣あんぱん饅頭
- 三輌軕
- 金蝶園かすていら（1本、カット）
- 喜多野
- まろん
- ばたーかすていら
- あんがとう【ショコラ】
- だんらん

季節菓子
- 若鮎（4月～10月）
- 水まんじゅう（4月～9月）
  - 月替わり水まんじゅう（4月：桜餡、5月：いちご餡 など）
  - オオガキ珈琲水まんじゅう
- 巨峰餅（7月～10月）
- 翠峰餅（8月～10月）
- 栗きんとん（9月～11月）
- きんつば（9月～11月）
- いちご餅（11月～5月）

## 店舗
- 大垣駅前本店（岐阜県大垣市）
- 大垣東店（岐阜県大垣市）
- 赤坂店（岐阜県大垣市）
- イオンタウン本巣店（岐阜県本巣市）